# ليونيل فان برابانت
ليونيل فـان برابانت هو دراج بلجيكي، ولد في 15 أغسطس 1926 في Zwevegem ‏ في بلجيكا، وتوفي في 3 يوليو 2004.

## وصلات خارجية
- ليونيل فـان برابانت على موقع أرشيف الدراجات (الإنجليزية)
- ليونيل فـان برابانت على موقع إحصائيات الدراجات الإحترافية (الإنجليزية)